# سیاهک شاخی ذرت خوشه‌ای
سیاهک شاخی ذرت خوشه‌ای (نام علمی: Sporisorium ehrenbergii) نام یک گونه از راسته سیاهک‌قارچ‌سانان است.